# Terratrèmol de Montesa del 1748
El terratrèmol de 1748 fou un terratrèmol que assolà les Comarques Centrals del País Valencià el 23 de març.
Aquest terratrèmol tingué especial incidència a la ciutat de Xàtiva on provocà danys a la ciutat i al seu castell. Encara a prop del paratge conegut com El portet d'aquesta localitat, es poden observar roques de grans dimensions que es desprengueren de la part superior de la serra Vernissa i que hui jeuen plàcidament a prop de les cases adossades de nova construcció.
Però possiblement la conseqüències més conegudes d'aquest terratrèmol, es patiren a Montesa on el castell d'origen templer de l'orde de Montesa s'enfonsà gairebé tot junt amb altres cases de la localitat (vegeu Castell de Montesa).
Sobre els efectes del terrabastall a altres localitats, podeu consultar també Alcàntera de Xúquer, Sellent, Cotes, Estubeny, Castelló de Rugat on es parla.